# Lemoncourt
Lemoncourt é uma comuna francesa na região administrativa de Grande Leste, no departamento de Mosela. Estende-se por uma área de 5,41 km². Em 2010 a comuna tinha 69 habitantes (densidade: 12,8 hab./km²).